# Milka Babović
Milka Babović (Skopje, 27 ottobre 1928 – Zagabria, 26 dicembre 2020) è stata una giornalista, ostacolista e velocista jugoslava, dal 1991 croata.

## Biografia
Nata a Skopje, crebbe a Sarajevo, ma si trasferì a Ruma e poi a Belgrado per frequentare le scuole superiori. Si laureò in pedagogia all'Università di Zagabria.
A partire dal 1953, conquistò il titolo di campionessa nazionale jugoslava nei 100 metri piani (una volta), negli 80 metri ostacoli (sette volte) e nella staffetta 4×100 metri (due volte). Fece registrare diversi record nazionali e vinse due competizioni studentesche nel 1953 e nel 1957. Ai campionati europei di Berna 1954 si classificò 5ª negli 80 metri ostacoli, mentre nei 100 metri piani non superò le batterie. Ai successivi campionati europei di Stoccolma 1958 fu eliminata in batteria negli 80 metri ostacoli.
Dal 1949 lavorò come giornalista per il quotidiano sportivo Sportske novosti, per poi spostarsi presso l'emittente radiotelevisiva croata HRT nel 1957, rimanendovi fino al 1975. Fu più volte presidente della sezione sportiva dell'Associazione dei giornalisti croati e ricoprì il ruolo di membro del Comitato olimpico jugoslavo per due mandati. Fu inoltre membro del consiglio municipale della città di Zagabria per un mandato.
È scomparsa sul finire del 2020 all'età di 92 anni per complicazioni da COVID-19.

## Palmarès
| Anno | Manifestazione | Sede      | Evento      | Risultato | Prestazione | Note                          |
| ---- | -------------- | --------- | ----------- | --------- | ----------- | ----------------------------- |
| 1954 | Europei        | Berna     | 100 m piani | Batteria  | 12"7        | Miglior prestazione personale |
| 1954 | Europei        | Berna     | 80 m hs     | 5ª        | 11"5        |                               |
| 1958 | Europei        | Stoccolma | 80 m hs     | Batteria  | 11"6        |                               |

## Campionati nazionali
- 1 volta campionessa jugoslava assoluta dei 100 m piani
- 7 volte campionessa jugoslava assoluta degli 80 m ostacoli
- 2 volte campionessa jugoslava assoluta della staffetta 4×100 m